# 큐어드
《큐어드》(영어: Cured)는 2020년에 개봉한 미국의 다큐멘터리 영화이다. 베넷 싱어와 패트릭 새몬이 감독하였으며, 1973년 정신질환 진단 및 통계 편람에서 동성애가 빠지게 되는 과정을 그렸다.
영화는 2020년 8월 24일 아웃페스트를 통해 초연되었다.